# Fabiana viscosa
Fabiana viscosa là loài thực vật có hoa trong họ Cà. Loài này được Hook. & Arn. mô tả khoa học đầu tiên năm 1830.